# Karacsi főegyházmegye

## Története
A Karacsi egyházmegyét 1948. május 20-án alapította XII. Piusz pápa Bombay területéről leválasztva. 1950. július 15-én emelkedett főegyházmegyei rangra. 1958. április 28-án a Hiderábádi egyházmegyét, 2001. november 9-én pedig a Kvettai apostoli vikariátust választották le a területéről.

## Szomszédos egyházmegyék
- Kvettai apostoli vikariátus (észak)
- Hiderábádi egyházmegye (kelet)